# 深淵傳奇
《深淵传说》是南梦宫（現万代南梦宫娱乐）所發售的PlayStation 2角色扮演遊戲，2011年移植到任天堂3DS。
此遊戲是傳奇系列的第8作，同時也是「系列誕生10週年紀念遊戲」。因為2005年12月15日是傳奇系列作首作超级任天堂版《幻想傳奇》發行10週年紀念日，所以《深淵傳奇》選在於10週年紀念日當天發售。這也創下了「傳奇」正統系列作中兩代發行時間間隔最短的紀錄，離前作《遺跡傳奇》僅間隔不到四個月，距離第六作《重生傳奇》（《遺跡傳奇》的上一作）的發售時間也只有一年整，在RPG系列作品中極為罕見。種類名稱為「知道出生意義的RPG」。人物設計是由藤島康介負責。主題歌是由BUMP OF CHICKEN主唱的「業」。
另外，藤原基央（BUMP OF CHICKEN的主唱、吉他手、作詞、作曲）也寫出涉及作品中世界觀的歌曲，為遊戲與動畫中的譜歌等一部份的歌曲作曲。在The 9Th CESA GAME AWARDS上得到FUTURE獎，之後又在日本遊戲大獎2006得到優秀獎。於2007年6月28日在日本發售PS2 The BEST 廉價版。2008年秋天開始在日本MBS等各個電視台上播放電視動畫。此遊戲在傳奇系列裡評價甚高，除了戰鬥讀取時間過長之外以當時的遊戲水平來看音樂和劇情表現都是高水準。由於深淵傳奇作為十週年紀念遊戲的成功，導致15週年作的無盡傳奇被多方比較後備受批評。

## 故事
距離現在2000年前，第七音素的發現，行星的誕生至到被消滅的未來都記載在「星之記憶」中。因此各國都為了得到星之記憶，使艾爾特蘭多開始戰亂的時代。長期的戰爭使得大地疲乏，產生了有毒的瘴氣。人們就隨著懂得讀取星之記憶的譜術士尤莉亞．茱耶的預言，把充滿瘴氣的大地封住。時至今日。世界被分為基姆拉斯卡‧蘭帕爾迪亞王國和馬爾克特帝國二大國家，保持著短暫的和平。但是真正支配人們的，不是兩國的王國，而是守護著尤利亞教訓的羅雷萊宗教團的「預言」。
基姆拉斯卡王國法布雷公爵的獨生子路克，年幼時被馬爾克特帝國拐誘，使得他喪失記憶。路克被尋回後，就被關在官邸過著軟禁的生活。過著無聊生活的路克，唯一的興趣就是跟范修行劍術。有一天，路克像平時一樣地跟范老師修行的時候，一位神秘少女蒂雅出現並打算暗殺范。上前阻止的路克與蒂雅產生超振動，一起飛到不知名的地方......

## 登場人物

### 主要人物
路克·馮·法布雷（Luke fon Fabre，聲優：鈴木千尋；台灣：賀宇傑）
本作的主角，17歲（實際上7歲）。特徵是橙紅色長髮，綠色瞳孔，基姆拉斯卡王國公爵家的獨生子。年幼的時候被敵國誘拐，為了保護他不再度被誘拐，所以被家人關在官邸生活。誘拐後的路克失去了兒時的記憶，並且在豐厚的財力和沒有自由中成長，所以非常任性和不懂世故。為防止再次失去記憶，因此在誘拐事件後每天都會寫日記。唯一的興趣是修行劍術，劍技出眾，以左手持劍，稱范為師父。
實際上是複製人（真正的路克是亞修），因此沒有七年前的記憶。也由於他的誕生，使得羅雷萊的預言被打亂了。在意外引發礦山都市（阿克澤留斯）崩潰的事件之後，為了改變自我而將長髮剪掉，個性也變得溫柔，會主動關心夥伴。具有施展「超振動」的能力，是一種能將物質分解成原子的強大技術，足以將支撐外殼大地的柱子破壞，目前只有路克和亞修能使用，但也因此成了范利用的對象。
最後與構成亞修的音素合而為一，解放羅雷萊的預言解救世界。最後結局時出現在眾人眼前的究竟是路克還是亞修，目前沒有確切的答案，多數討論的玩家相信是路克進入了亞修的身體，成為擁有兩人記憶的存在。
提雅·格蘭茲（Tear Grants，聲優：野上尤加奈；台灣：劉凱寧）
本作的女主角，16歲。掌管預言的羅雷萊教團的教團兵。第七音素的使用者。其實力優秀，武器為長柄槍，淺褐色長髮，藍色雙眼，沉默寡言而自制力強，給人冷淡的印象，其實喜愛可愛的東西，但不會在他人面前表現。因為某種契機，與路克一起旅行，劇中時常給路克打氣。擁有超越年齡的曼妙身材。
本名：梅修提亞莉卡·亞巫拉·費狄
因為跟路克產生超震動而傳送到帝國境內，答應把路克安全送回家，因此一起行動，再次見到范時路克才得知她其實是范的妹妹，但她對於哥哥的作法相當不認同，因此當范展開計劃而帶給他人傷害時就會變得很自責。在第26話中曾說喜歡路克。
傑德·卡帝斯（Jade Curtiss，聲優：子安武人／荒木香惠（小時候）；台灣：馬伯強）
馬爾克特帝國軍的將校，35歲。階級是大佐。出色的譜術師，也是長槍手。經常臉露笑容，擁有深思細密的性格。另一方面他是馬爾克特皇帝皮歐尼九世的心腹，被稱為「死靈使者傑德」，軍人們都對他感到害怕。在陸上裝甲艦「塔魯塔洛斯」的特別任務中，與路克他們認識。
本名：傑德·巴爾弗亞。
複製人技術的創造者。由於是譜術天才的緣故，小時候對於生死之類完全沒有感覺，直到老師死於一場他製造出來的意外後，開始研究生命的誕生，並造出了自己老師的複製人，但卻發現那根本不是他原本所認識的老師，這時候才了解到複製人，是不會擁有原有人的記憶這件事，並且將複製的技術封印在黑暗中。對於後來產生的路克和伊歐都是複製人這件事感到痛心及抱歉，試圖將複製人技術從這世界上抹消。
亞妮絲·塔德琳（Anise Tatlin，聲優：桃井晴子；台灣：穆宣名）
羅雷萊教團的最高領導人「導師伊歐」的守護者，13歲。開朗活潑的女孩子。職業是人偶師。可以在背後的布偶「德永」（迪斯特幫她改造的）巨大化後，乘著坐它作戰。與路克相識之後，以路克作為目標，瞄準著未來的公爵夫人的寶座。
雖為伊歐的守護者，但是受到摩斯要脅對其父母的生命不利（她父母其實是大好人，但是因為容易受騙的緣故，讓年紀小小的阿妮絲就必須面對龐大負債，由於他父母都受到教會的庇祐緣故，所以面對摩斯的要求相當無奈，當初讓她接任守護役的另一個原因，其實就是要讓阿妮絲就近監視伊歐，所以他同時也會洩漏路克等人的情報給摩斯。後期因為摩斯硬是要伊歐，去幫他讀取大預言石上的預言，因此害死伊歐的事而相當自責，而後來將伊歐所改革的目標，當成她自己的而努力中。
初期對路克的好感，也在故事中一度看到路克的行為而崩裂瓦解因此一度瞧不起他，後來在路克剪去頭髮之後再一次讓阿妮絲對他改觀。
凱伊·賽希爾（Guy Cecil，聲優：松本保典；台灣：鈕凱暘）
長年為法布雷公爵家工作的侍從，21歲。金髮綠眼，同時也是路克的好朋友。擅長快速攻擊的劍士。不擅長應付女性，只要有女性一靠近凱就會自動閃出數尺之外。
本名：凱拉爾迪亞·凱蘭·卡爾迪歐斯。
原本是馬爾克特帝國的卡爾迪歐斯公爵的兒子，由於基姆拉斯卡王國的法布雷公爵攻擊下，令他在準備聽取預言的當下失去了家庭，也沒聽見自己的預言，更因為照顧自己的姊姊在他面前被基姆拉斯卡王國的士兵殺害，從此產生了女性恐懼症，但是他自身卻忘記了自己姐姐捨身保護的記憶，只知道法布雷殺了他家人的記憶，而把她姐姐記憶的深深的封印在記憶深處。
成為法布雷公爵家的侍從，實際上是為了在適當時機對法布雷公爵一家復仇，但後來看到綁架歸來的路克那副模樣（失去所有的記憶）後，從此放棄了復仇的念頭，並和路克成為了好友。
娜塔莉亞·盧慈·基姆拉斯卡·蘭帕爾迪亞（Natalia Luzu Kimuelasca Lanvaldear，聲優：根谷美智子；台灣：穆宣名）
氣質高雅、自尊心高的基姆拉斯卡王國公主，18歲。擁有為人民著想的溫柔心靈。她是路克的表姐及未婚妻，也是青梅竹馬，經常罵著缺乏身為王族自覺的路克。是名弓箭手。
本名：梅麗爾·奧克蘭德。
實際上並非基姆拉斯卡的公主，得知此事時十分消沉，但即使如此，王國的國民們仍是支持著她。其實她是六神將中黑獅子拉魯古的女兒。
對於亞修（原本的路克）緬懷著過去的情誼（亞修在被綁架前說過一句路克所不知道的話，所以娜坦莉亞有時候會逼問路克，是否還記得當初他所對她說過的話，也說過要長大後迎娶她進法布雷家），一直很在意亞修是否能回來法布雷家，但是面對路克又相當猶豫而十分矛盾。最後領悟了「路克是另一個青梅竹馬及不可替代的同伴」而穩定了自己的心情。

### 重要人物
咪優（Mieu，聲優：丸山美紀；台灣：穆宣名）
羅雷萊教團奉為聖獸的奇咕魯族小孩。裝在肚子上面的是傳說系列中眾所皆知的道具「術士之戒（聖光戒）」。因為有這個戒指才能跟人類交談。此外只要使用戒指上的音素力，就可以噴火。
因為頑皮燒掉了萊卡原本居住的森林，因此萊卡家族搬來奇咕魯森林，為了解決安蓋浦食物無故失蹤的事（因為萊卡家族需要食物，而奇咕魯們缺少食物只好去偷取安蓋浦的食物），協助路克等人跟獅虎溝通之後，被奇咕魯族的長老逐出森林，因而成了路克等人身邊的吉祥物，視路克為主人也因此在他身邊相當的關心他，只不過在剪掉頭髮前的路克，對咪優相當的欺負但是他依舊跟隨著路克。
范·格蘭茲（Van Grants，聲優：中田讓治／齋賀觀月（少年時代）／小松史法（動畫版的少年時代）；台灣：梁興昌）
羅雷萊教團的教團兵「神諭之盾騎士團」的主席總長，27歲(實際28歲)。他是路克的劍術的老師，從路克年幼的時候就開始指導路克，成為路克的憧憬的對象。經常是沉著冷靜，但在心裡頭隱藏不為人知的計畫，同時也是蒂雅的哥哥。原本也是卡爾迪歐斯公爵的侍從，同樣是凱的劍術老師。
本名：范迪斯迪魯卡·穆斯特·芬迪
曾經因為自己的預言而仇恨世界（在預言中他親手毀掉了自己居住的故鄉霍德），因此決定利用路克（複製體）的超振動造成大崩壞之後，讓複製人創造沒有預言的新世界，讓世界藉此擺脫預言的束縛，得知此事的蒂雅才決定在范下手之前先一步殺了他，但被不知實情的路克阻止了。最後在艾爾特蘭多的決戰中被路克一劍刺穿而消失。
伊歐（Ion，聲優：大谷育江、釘宮理惠（Drama CD版）、小林由美子（動畫版）；台灣：李明幸）
羅雷萊教團的導師，亦即羅雷萊教團的最高指導者，14歲（實際2歲）。由於他是世界和平的象徵，因此兩大國家得靠他維持均衡。因為譜石而擁有預知未來的能力，另外也擔心受到預言束縛的世界。
原導師伊歐八歲時預知了自己的死訊，於是做了七位複製人。而只有第七位複製人的能力和本尊大致相同，第七位複製人伊歐就取代了原導師伊歐的位置。因為怕情報洩漏，就解雇了原本守護役的阿莉愛塔而找來了阿妮絲當護衛。
摩斯在薩雷轟火山中要他讀取大預言石的緣故讓複製體的伊歐瀕死（身為複製體的伊歐其生命力，無法承受讀取大預言石的重大負擔），最後用構成自己的第７音素，吸走蒂雅身上的瘴氣後安詳死去。
摩斯（Mohs，聲優：大矢兼臣、TVアニメ：森功至；台灣：馬伯強）
羅雷萊教團中權力僅次於導師的大詠師，跟伊歐是派系上對立的關係，非常的相信預言能帶來世界的繁榮。
由於過分的相信預言，而不斷的阻擾路克等人的和平協議，一度因為目的相同而利用范，不過最終使用音素，而讓自己變成了魔物化，在音素污染之下，其意識只剩下對於預言的執著而已。最後被蒂雅以譜術殺死。

### 六神將
亞修（Asch，聲優：鈴木千尋台灣：鈕凱暘）
神諭之盾騎士團特務師團長，17歲。通稱「鮮血亞修」。酒紅色長髮，綠色瞳孔，身著黑色披風，因便於和路克分辨所以有時會將劉海上揚，性格孤僻、傲慢，劍術卻是超一流（使用的黑劍為從小就持有）。他在故事中扮演著相當重要的角色，與男主角路克有著密不可分關係。
七年前被誘拐的其實是亞修，而路克是亞修的複製人，對於佔去他位置的路克一度懷恨在心，也不喜歡回想童年所發生的事。具有施展「超振動」能力，是一種能將物質分解成原子的強大技術，足以將支撐外殼大地的柱子破壞，目前只有亞修和路克能使用，但也因此成了范利用的對象。
構成其身體（以及路克的身體）的音素與星球的起源「羅雷萊」相同，後來被羅雷萊賜與的羅雷萊之鑰（類似劍的模樣）最終交給路克後，為了抵擋追兵而身亡，但構成他的音素卻回到了路克身邊合而為一。
莉古雷特（Regret，聲優：伊藤美紀；台灣：李明幸）
本名：休茜爾·奧斯羅
神諭之盾騎士團第四師團師團長，金髮碧眼，范的副官，26歲。通稱「魔彈莉古雷特」。是個使用兩把譜業槍的帥氣女性士官（使用的兩把槍造型不同），曾被范拯救過。
在以前受范的命令擔任女主角蒂雅的教官時，教導她戰鬥的技巧，之後因蒂雅跟隨路克等人行動，令她對蒂雅感到不解。最後在與蒂雅、傑德、阿妮絲和凱的對決中身亡，死前透漏出深愛著范。
阿莉愛塔（Arietta，聲優：雪野五月；台灣：劉凱寧）
神諭之盾騎士團第三師團師團長，16歲。通稱「妖獸阿莉愛塔」。屬於范直屬自衛隊六神將中的一員。粉色過腰的長髮，抱著娃娃，她在阿妮絲到來之前一直擔任伊歐的護衛。在保護伊歐方面，她和阿妮絲有著強烈的競爭意識。
年幼時在「霍德戰爭」中失去雙親，之後被魔獸養大，因此不會說話。而在動畫第二集就死亡的那隻母獅虎就是養大阿莉愛塔的養母，後來被范帶走，讓伊歐教導她說話及寫字。最後因主動和阿妮絲展開決戰而亡。
迪斯特（Dist，聲優：矢尾一樹／丸田麻里（小時候）；台灣：梁興昌）
本名：薩菲爾·瓦雲·耐斯
神諭之盾騎士團第二師團師團長，銀髮，戴著眼鏡，優秀的聲音裝置工程師，35歲。通稱「死神迪斯特」。是個神經質的自我陶醉者和瘋狂的科學家，經常坐在具有隨意漂浮的座椅上行動。
他跟傑德是從小一起長大的，所以對於傑德他相當的了解。只不過打小時候開始他就容易被傑德捉弄，到長大依舊沒有什麼改變。最後原本到雷姆之塔處理聚集的複製品，但卻被傑德以譜術殺死。
辛克（Synch，聲優：大谷育江、釘宮理惠（Drama CD版）、小林由美子（動畫版）；台灣：劉凱寧）
神諭之盾騎士團第五師團師團長、兼參謀總長，14歲(實際3歲)。通稱「烈風辛克」。平時不怎麼露面，像范的影子一樣默默跟隨。不過，一旦開始作戰的話，就能發揮出強大的戰鬥力（有時以暗器作為武器），由於是導師複製人，因此會使用達特式譜術。
他和伊歐一樣是原導師伊歐的複製人，只是他是七位複製人中被當成垃圾的其中一位（似乎是第五位），運動能力最強、但第七音素的素質最差，他對自己的身世相當怨恨，因此相當贊同范的計畫。最後在與蒂雅、傑德、阿妮絲和凱的對決中身亡（但似乎感到喜悅）。
拉魯古（Largo，聲優：玄田哲章；台灣：梁興昌）
本名：巴達克·奧克蘭德
神諭之盾騎士團第一師團師團長，48歲。通稱「黑獅子拉魯古」。特徵是下巴蓄著鬍鬚，寬壯的身材，力量驚人且勇敢。他的武器是巨大的鉤型鐮刀（動畫23集使用長柄扁刀）。
於故事後期（動畫23集）與路克等人對決時情急之下被自己的女兒娜塔莉亞一箭所射殺，擁有妻子投水自盡而剛出生的女兒失蹤的悲慘過去。

## 遊戲系統
自由範圍線性動作戰鬥系統（FR-LMBS）
在《深淵傳奇》中採用的是《交響曲傳奇》用過的戰鬥系統，也就是把敵我之間連結的戰線改成多個方向，並拉出多條戰線的「ML-LMBS」（多戰線式線性動作戰鬥系統）改良之後形成的「FR-LMBS」（自由範圍線性動作戰鬥系統）。它讓玩家能自由在戰場上奔跑，並隨心所欲地攻擊敵人，完全自由移動。
自由目標（Free Target）
到前作為止，在戰鬥中發動技能的時候，都必須把技能使用的對象鎖定在我方或是敵方角色身上。因此具有廣範圍玫擊的技能，所能涵蓋的範圍也很有限。不過在本作當中，由於使用自由移動系統的關係，可以讓玩家任意選擇技能發動的地點，因此活用有效範圍很廣的技能，可以採取預測敵人行動之後設下陷阱，或是以前線角色誘敵後集中攻擊等等的作戰方式。
音律領域（FOF）
施展屬性攻擊後，在地圖上就會開始累積音素（也是元素的一種）。當音素的累積達到一定的量，場上就會出現一個屬性圓陣。在圓陣當中使用角色特定的技能，就會變為威力強大的屬性變化技能，只要善加利用，就可看到非常多樣的攻擊方式。
超越極限（Over Limit）
當畫面下方顯示角色的能量計儲滿時，就可以發動超越極限。這裡的超越極限指的是潛在能力的激發，能在發動時提高角色的防禦力，而且就算受到攻擊也不容易因此後仰或是擊飛。在《交響曲傳奇》跟其他部份系列當中，超越極限的狀態是強制性發動的。但在《深淵傳奇》中則是可以任意選擇發動的時機，這點來說類似《交響曲傳奇》的U·攻擊計量表的設定。
市鎮連鎖（Townring）
讓以往遊戲中一成不變的各地城鎮，會隨著主角的行動而產生改變。例如當玩家接受並完成商店老闆的委託後，即可以較低的優惠價格購入道具；之外也可能發生某些道具因為戰爭等因素的影響而導致缺貨的狀況，玩家也可以利用不同地區的物價差異，透過低買高賣的手段來賺取金錢，藉此增加玩家與各城鎮之間的互動性。

## 主題曲
- 主題曲：「業」

歌：BUMP OF CHICKEN
作詞：藤原基央、作曲：藤原基央、編曲：BUMP OF CHICKEN
這首歌是由四人搖滾團體BUMP OF CHICKEN所演唱的曲子。歌詞內容是圍繞路克與阿修的事，可以說這首歌是為了遊戲而編寫的。因為這首歌也有描寫遊戲結局，所以被完成遊戲的玩家稱為「洩露劇情的歌」。此外，BUMP OF CHICKEN的主唱藤原基央也親自為遊戲製作了背景音樂，收錄於個人名義專輯「SONG FOR TALES OF THE ABYSS」。

## 動畫

### 主題曲
- 片頭曲：「業」

歌：BUMP OF CHICKEN
作詞：藤原基央、作曲：藤原基央、編曲：BUMP OF CHICKEN
- 片尾曲：「冒險彗星」

歌：榎本
作詞：MOR & MOTOO FUJIWARA、作曲：MOR & MOTOO FUJIWARA、製作：MOTOO FUJIWARA & MOR
- 插入曲：「譜歌」

歌：Tear
作詞：MOTOO FUJIWARA、作曲：MOTOO FUJIWARA

### 各集標題
| 集數 | 日文標題 | 中文標題翻譯   | 劇本           | 分鏡     | 演出               | 作畫監督           |
| ---- | -------- | -------------- | -------------- | -------- | ------------------ | ------------------ |
| 1    |          | 預言的世界     | 面出明美       | 兒玉兼嗣 | 佐藤照雄           | 菱沼義仁           |
| 2    |          | 聖獸的森林     | 面出明美       | 佐藤照雄 | 綿田慎也           |                    |
| 3    |          | 神託之盾來襲   |                | 青木康直 | 鳥羽聰             | 前澤弘美           |
| 4    |          | 被隱藏的真實   | 面出明美       | 兒玉兼嗣 | 佐藤照雄           | 佐久間信一         |
| 5    |          | 被選中的英雄   | 加藤陽一       | 戶部敦夫 | 小倉宏文           | 橋本貴吉           |
| 6    |          | 沙漠之雨       | 根元歲三       | 松井仁之 | 鳥羽聰             | 、杉本幸子         |
| 7    |          | 孤立           | 加藤陽一       | 西森章   | 佐藤真人           | 前澤弘美           |
| 8    |          | 崩塌           | 根元歲三       | 佐藤照雄 | 佐藤照雄           | 佐久間信一         |
| 9    |          | 被奪去者       | 面出明美       | 兒玉兼嗣 | 小倉宏文           | 菱沼義仁、橘佳良   |
| 10   |          | 補償的歸回     | 岸本           | 小倉宏文 | 小倉宏文           | 中島里惠           |
| 11   |          | 下雪的城市     | 面出明美       | 佐藤真人 | 佐藤真人           | 菱沼義仁、前澤弘美 |
| 12   |          | 水之都         | 面出明美       | 綿田慎也 | 綿田慎也           | 野本正幸           |
| 13   |          | 開戰           | 加藤陽一       | 兒玉兼嗣 | 佐藤照雄           | 佐久間信一         |
| 14   |          | 被封閉的過去   | 根元歲三       | 西森章   | 鳥羽聰             | 中島里惠           |
| 15   |          | 各自的決意     | 岸本、面出明美 | 小倉宏文 | 小倉宏文           | 樋口聰美、橘佳良   |
| 16   |          | 地核深入作戰   | 加藤陽一       | 戶部敦夫 | 綿田慎也           | 戶部敦夫           |
| 17   |          | 崩潰的序曲     | 根元歲三       | 青木康直 | 佐藤照雄           | 佐久間信一         |
| 18   |          | 吸收之門       | 面出明美       | 佐藤真人 | 佐藤真人           | 杉本幸子、石田可奈 |
| 19   |          | 最後的預言     | 岸本、面出明美 | 青木康直 | 鳥羽聰             | 中島里惠           |
| 20   |          | 森林墓碑       | 根元歲三       | 小倉宏文 | 小倉宏文           | 前澤弘美           |
| 21   |          | 古之塔         | 面出明美       | 松井仁之 | 佐佐木忍、佐藤照雄 | 佐久間信一         |
| 22   |          | 逝去的人       | 面出明美       | 兒玉兼嗣 | 綿田慎也           | 橘佳良             |
| 23   |          | 悲傷的訣別     | 加藤陽一       | 佐藤真人 | 佐藤照雄           | 佐久間信一         |
| 24   |          | 榮光的大地     | 面出明美       | 佐藤真人 | 鳥羽聰             | 中島里惠           |
| 25   |          | 賭上各自的存在 | 面出明美       | 兒玉兼嗣 | 佐藤照雄           | 杉本幸子、前澤弘美 |
| 26   |          | 全新的世界     | 面出明美       | 兒玉兼嗣 | 鳥羽聰             | 菱沼義仁、橘佳良   |

### 播放電視台
日本深夜動畫：下文記載的日本国内播放時間使用日本標準時間（UTC+9）表示。因為部分時間标识會採用30小时制，因此請留意这类超过24:00的时间，其實際播放時間為翌日清晨。
| 播放地域   | 電視台         | 播放期間                       | 播放時間                                                           | 播放系列  | 備註                    |
| ---------- | -------------- | ------------------------------ | ------------------------------------------------------------------ | --------- | ----------------------- |
| 東京都     | TOKYO MX       | 2008年10月3日 - 2009年3月27日  | 星期五 21時00分 - 21時30分                                         | 獨立UHF局 |                         |
| 近畿廣域圈 | 每日放送       | 2008年10月4日 - 2009年3月28日  | 星期六 25時55分 - 26時25分 （10月4日是初回特別播放，連續播放兩集） | TBS系列   | 製作局 Anime Shower檔次 |
| 中京廣域圈 | 中部日本放送   | 2008年10月4日 - 2009年3月28日  | 星期六 26時40分 - 27時10分 （10月4日是初回特別播放，連續播放兩集） | TBS系列   | Anisen檔次              |
| 日本全域   | BANDAI CHANNEL | 2008年10月14日 - 2009年4月7日  | 星期二 12時00分 更新                                               | 網路配信  | 一週之間免費配信        |
| 日本全域   | BS11           | 2008年10月31日 - 2009年4月24日 | 星期五 23時00分 - 23時30分                                         | BS11數位  | ANIME+檔次              |
| 日本全域   | Animax         | 2008年11月3日 - 2009年5月11日  | 星期一 19時00分 - 19時30分                                         | CS放送    | GEKKIN7檔次 有重播      |

| 播放地區 | 播放電視台 | 播放日期                                        | 當地播放時間           | 所屬聯播網 | 備註                  |
| -------- | ---------- | ----------------------------------------------- | ---------------------- | ---------- | --------------------- |
| 香港     | Animax     | 2012年1月13日－2月21日 1月23日、1月24日暫停播映 | 星期一至五 21:00-21:30 |            |                       |
| 臺灣     | Animax     | 2012年5月23日－6月27日                          | 星期一至五 19:30-20:00 | 有線電視   | 含中文配音 有重播時段 |

### 特別節目
為了紀念《深淵傳奇》電視動畫系列播放開始所製作的特別節目，標題為《Viva☆Tales of MX Special》（ビバ☆テイルズ オブ MXスペシャル）。內容為在BS11 Digital上播放中的節目《Viva☆Tales of》（ビバ☆テイルズ オブ）的再度編輯之物。從節目的領航員小野坂昌也為首，許多參與過傳奇系列的聲優們都會在節目中演出。另外，也製作了由小野坂昌也演出的專用宣傳此節目的廣告CM，並在電視上播放。
| 播映頻道 | 播映日期      | 播映時間                   |
| -------- | ------------- | -------------------------- |
| TOKYO MX | 2008年9月26日 | 星期五 21時00分 - 21時30分 |

## 小說
- 著：結城聖、插畫：松竹德幸、出版：Super Dash文庫
  - （日語） Tales of the Abyss 1 神聖的火焰與七之歌　（ISBN 978-4086302814）
  - （日語） Tales of the Abyss 2 愚蠢的火焰與崩潰的世界　（ISBN 978-4086302913）
  - （日語） Tales of the Abyss 3 徬徨的火焰和破裂的世界　（ISBN 978-4086303019）
  - （日語） Tales of the Abyss 4 往地上走去的火焰與和老師的道路　（ISBN 978-4086303101）
  - （日語） Tales of the Abyss 5 困惑的火焰與復甦的死者們　（ISBN 978-4086303323）
  - （日語） Tales of the Abyss 6 然後火焰熄滅，歌傳到天上　（ISBN 978-4086303415）

- 著：矢島新、插畫：中嶋敦子、出版：Fami通文庫
  - （日語） Tales of the Abyss 緋色的旋律 上（ISBN 978-4757726659）
  - （日語） Tales of the Abyss 緋色的旋律 中（ISBN 978-4757728011）
  - （日語） Tales of the Abyss 緋色的旋律 下（ISBN 978-4757728707）

- - （日語） Tales of the Abyss 雪白的未來 上（ISBN 978-4757730052）
  - （日語） Tales of the Abyss 雪白的未來 下（ISBN 978-4757730892）

- - （日語） Tales of the Abyss 黃金的祈願 上（ISBN 978-4757739222）
  - （日語） Tales of the Abyss 黃金的祈願 下（ISBN 978-4757740150）

## 漫畫

### Tales of the Abyss
《Tales of the Abyss》於2005年10月27日發售的電擊魔王創刊號開始連載。
- 標題：「Tales of the Abyss」（テイルズ オブ ジ アビス）
- 作畫：玲衣
- 漫畫單行本：

1. （日語） ISBN 978-4840234771
2. （日語） ISBN 978-4840237505
3. （日語） ISBN 978-4840240109
4. （日語） ISBN 978-4840242509
5. （日語） ISBN 978-4048673174
6. （日語） ISBN 978-4048677097

- 外傳集：Another Story 官方外傳集

（日語） ISBN 978-4048674973

### Tales of the Abyss 鮮血的亞修
《Tales of the Abyss 鮮血的亞修》於2008年8月7日發售的Tales of Magazine創刊號開始連載。
- 標題：「Tales of the Abyss 鮮血的亞修」（テイルズ オブ ジ アビス　鮮血のアッシュ）
- 故事：二條
- 作畫：齋藤
- 漫畫單行本：

1. （日語） ISBN 978-4047152342

## CD

### 廣播劇CD
- Tales of the Abyss Vol.1
- Tales of the Abyss Vol.2
- Tales of the Abyss Vol.3
- Tales of the Abyss Vol.4
- Tales of the Abyss Vol.5 完結篇

- Anthology Drama CD「Tales of the Abyss」Vol.1
- Anthology Drama CD「Tales of the Abyss」Vol.2

- Tales of the Abyss Drama CD「Episode Zero」
- Tales of the Abyss Drama CD Ⅱ
- Tales of the Abyss Drama CD Ⅲ 降下罪孽之雪
- Tales of the Abyss Drama CD Vol.4

### 原聲音樂
- 「Tales of the Abyss」Original Soundtrack
- SONG FOR TALES OF THE ABYSS

### 印象音樂
- 電視動畫「Tales of the Abyss」Image Album

## 相關書籍
- （日語） Tales of the Abyss 官方完整攻略本　（ISBN 978-4902372090）
- （日語） Tales of the Abyss 完全攻略本　（ISBN 978-4757727601）
- （日語） Tales of the Abyss 人物小插曲聖經　（ISBN 978-4758010832）
- （日語） Tales of the Abyss 插畫集 藤島康介的人物工作　（ISBN 978-4758010580）

## 外部連結
- （日語）傳奇系列官網連結 （页面存档备份，存于）
- （日語）NAMCO BANDAI Games Inc統合網站 （页面存档备份，存于）
- （日語）深淵傳奇 動畫官方網站 （页面存档备份，存于）
- （日語）深淵傳奇 動畫官方網站（MBS） （页面存档备份，存于）
- （日語）深淵傳奇 動畫官方網站（TOKYO MX） （页面存档备份，存于）

| 每日放送 Anime Shower 第1部            | 每日放送 Anime Shower 第1部 | 每日放送 Anime Shower 第1部 |
| -------------------------------------- | --------------------------- | --------------------------- |
|                                        | Tales of the Abyss          |                             |
| 機動戰士鋼彈 00 （1st season）再次播放 | 戰國BASARA                  |                             |

| Animax 星期一至五 21:00-21:30 節目 1月23日、1月24日暫停播映 | Animax 星期一至五 21:00-21:30 節目 1月23日、1月24日暫停播映 | Animax 星期一至五 21:00-21:30 節目 1月23日、1月24日暫停播映 |
| ----------------------------------------------------------- | ----------------------------------------------------------- | ----------------------------------------------------------- |
|                                                             | Tales of the Abyss （2012年1月13日－2月21日）               |                                                             |
| 魔B爸B 第1－25話                                            | 魔導少年 第49－100話                                        |                                                             |

| Animax 星期一至五 19:30-20:00 節目 | Animax 星期一至五 19:30-20:00 節目  | Animax 星期一至五 19:30-20:00 節目 |
| ---------------------------------- | ----------------------------------- | ---------------------------------- |
|                                    | 深淵傳奇 （2012年5月23日－6月27日） |                                    |
| 幸運星 重播                        | 獵人（新版） 第1－25話              |                                    |